# Saison WNBA 2022
Navigation
Saison 2021 Saison 2023
La saison WNBA 2022 est la 26e saison de la Women's National Basketball Association (WNBA). Le Sky de Chicago sont les championnes en titre.
Pour la première fois, la saison régulière WNBA compte 36 rencontres par franchise, du 6 mai au 14 août. Une saison de 36 matchs était initialement prévue pour 2020, mais le plan a été abandonné en raison de la pandémie de COVID-19. Cette saison marqué le changement de format pour les playoffs, la WNBA annonce que les premiers tours de plays-offs ne seront plus disputés sur une rencontre éliminatoire mais avec un nouveau format : les huit équipes s'affronteront au premier tour au meilleur des trois rencontres puis selon le format 2-2-1 (l'équipe la plus mal classée accueillant les rencontres 3 et 4). Les Playoffs ont commencé le 17 août et se sont terminées le 18 septembre. 
La commissaire de la WNBA, Cathy Engelbert, a annoncé qu'au cours de cette saison, la ligue honorerait la star du Mercury de Phoenix Brittney Griner avec un autocollant de sol « BG42 » à un endroit remarquable sur le terrain des 12 équipes. L'autocollant de sol "BG42" a également été trouvé en bonne place sur l'équipe mère de Mercury, les Suns de Phoenix, pendant le reste de l'année après son arrestation en Russie. La pivot du Mercury est détenu en Russie depuis février 2022 après que les douaniers ont déclaré avoir trouvé de l'huile de haschich dans ses bagages à aéroport. 

## Contexte

### Draft
Les Mystics de Washington ont remporté le premier choix de la draft WNBA 2022 à la loterie. Ils ont été suivis par le Fever de l'Indiana pour la deuxième place, le Dream d'Atlanta pour la troisième et les Sparks de Los Angeles pour la quatrième. Les Sparks ont échangé leur choix avec les Wings de Dallas avant la loterie, qui a ensuite envoyé le choix au Fever dans un échange qui a aidé Dallas à obtenir Teaira McCowan. Dans le cadre d'un échange à trois équipes, Washington et Atlanta ont échangé leur choix de loterie, ce qui a permis à chaque équipe de recevoir respectivement les troisième et premier choix de 2022. Le Fever s'est retrouvé avec quatre choix parmi les 10 premiers et sept au total.

#### Loterie pick
| Choix | Nom            | Position      | Nationalité | Équipe                                        | Provenance |
| ----- | -------------- | ------------- | ----------- | --------------------------------------------- | ---------- |
| 1     | Rhyne Howard   | Ailière       | États-Unis  | Dream d'Atlanta (via les Mystics)             | Kentucky   |
| 2     | NaLyssa Smith  | Ailière forte | États-Unis  | Fever de l'Indiana                            | Baylor     |
| 3     | Shakira Austin | Pivot         | États-Unis  | Dream d'Atlanta                               | Ole Miss   |
| 4     | Emily Engstler | Ailière       | États-Unis  | Fever de l'Indiana (des Sparks via les Wings) | Louisville |

### Période d'agents libres
La période d'agents libres a commencé le 15 janvier 2022 et les équipes ont pu signer officiellement les joueuses à partir du 1er février.

### Changements d’entraîneur
| Avant-saison        | Avant-saison            | Avant-saison      | Avant-saison |
| Équipe              | Ancien entraîneur       | Nouvel entraîneur | Référence    |
| ------------------- | ----------------------- | ----------------- | ------------ |
| Aces de Las Vegas   | Bill Laimbeer           | Becky Hammon      | [ 10 ]       |
| Liberty de New York | Walt Hopkins            | Sandy Brondello   | [ 11 ]       |
| Mercury de Phoenix  | Sandy Brondello         | Vanessa Nygaard   | [ 12 ]       |
| Dream d'Atlanta     | Darius Taylor (interim) | Tanisha Wright    | [ 13 ]       |
| En cours de saison  |                         |                   |              |
| Indiana Fever       | Marianne Stanley        | Carlos Knox       | [ 14 ]       |
| Los Angeles Sparks  | Derek Fisher            | Fred Williams     | [ 15 ]       |

## Déroulement de la saison

### Saison régulière
| Classement | Classement                | Classement | Classement | Classement | Classement | Classement | Classement |
| No         | Franchise                 | Vic.       | Def.       | MJ         | V/D        | GB         |            |
| ---------- | ------------------------- | ---------- | ---------- | ---------- | ---------- | ---------- | ---------- |
| 1          | x - Aces de Las Vegas     | 26         | 10         | 36         | .722       | -          |            |
| 2          | x - Sky de Chicago        | 26         | 10         | 36         | .722       | -          |            |
| 3          | x - Sun du Connecticut    | 25         | 11         | 36         | .694       | 1          |            |
| 4          | x - Storm de Seattle      | 22         | 14         | 36         | .611       | 4          |            |
| 5          | x - Mystics de Washington | 22         | 14         | 36         | .611       | 4          |            |
| 6          | x - Wings de Dallas       | 18         | 18         | 36         | .500       | 8          |            |
| 7          | x - Liberty de New York   | 16         | 20         | 36         | .444       | 10         |            |
| 8          | x - Mercury de Phoenix    | 15         | 21         | 36         | .417       | 11         |            |
|            |                           |            |            |            |            |            |            |
| 9          | o - Lynx du Minnesota     | 14         | 22         | 36         | .389       | 12         |            |
| 10         | o - Dream d'Atlanta       | 14         | 22         | 36         | .389       | 12         |            |
| 11         | o - Sparks de Los Angeles | 13         | 23         | 36         | .361       | 13         |            |
| 12         | o - Fever de l'Indiana    | 5          | 31         | 36         | .139       | 21         |            |

Notes
- x – Qualifié pour les playoffs
- o – Eliminé de la course aux playoffs

Depuis la saison 2016, le classement final est ordonné sans distinction de conférence.

### Commissioner's Cup
| 1 | Sky de Chicago        | 9 | 1 | 10 | +82 |
| 2 | Liberty de New York   | 6 | 4 | 10 | -4  |
| 3 | Sun du Connecticut    | 5 | 5 | 10 | +37 |
| 4 | Mystics de Washington | 5 | 5 | 10 | +17 |
| 5 | Dream d'Atlanta       | 3 | 7 | 10 | -49 |
| 6 | Fever de l'Indiana    | 2 | 8 | 10 | -83 |

| 1 | Aces de Las Vegas     | 9 | 1 | 10 | +102 |
| 2 | Storm de Seattle      | 6 | 4 | 10 | +23  |
| 3 | Wings de Dallas       | 5 | 5 | 10 | +13  |
| 4 | Lynx du Minnesota     | 4 | 6 | 10 | +1   |
| 5 | Mercury de Phoenix    | 3 | 7 | 10 | -43  |
| 6 | Sparks de Los Angeles | 3 | 7 | 10 | -96  |

Finale
| 16 juillet 2022 20h30 EDT | Rapport | Aces de Las Vegas 93, Sky de Chicago 83            | Aces de Las Vegas 93, Sky de Chicago 83 | Aces de Las Vegas 93, Sky de Chicago 83                    |  | Wintrust Arena Affluence : 8,922 Arbitres : Maj Forsberg, Billy Smith, Isaac Barnett | Amazon Prime |
| 16 juillet 2022 20h30 EDT | Rapport | Score par quart-temps : 33–14, 15–20, 22–26, 23–23 |                                         |                                                            |  | Wintrust Arena Affluence : 8,922 Arbitres : Maj Forsberg, Billy Smith, Isaac Barnett | Amazon Prime |
| 16 juillet 2022 20h30 EDT | Rapport | Score par mi-temps : 48-34, 45-49                  |                                         |                                                            |  | Wintrust Arena Affluence : 8,922 Arbitres : Maj Forsberg, Billy Smith, Isaac Barnett | Amazon Prime |
| 16 juillet 2022 20h30 EDT | Rapport | Kelsey Plum (24) A'ja Wilson (17) Kelsey Plum (6)  | Points Rebonds Passes d.                | Candace Parker (20) Candace Parker (14) Julie Allemand (6) |  | Wintrust Arena Affluence : 8,922 Arbitres : Maj Forsberg, Billy Smith, Isaac Barnett | Amazon Prime |
| 16 juillet 2022 20h30 EDT | Rapport | Las Vegas remporte la Commissioner's Cup           |                                         |                                                            |  | Wintrust Arena Affluence : 8,922 Arbitres : Maj Forsberg, Billy Smith, Isaac Barnett | Amazon Prime |

### All-Star Game
| 10 juillet 2022 13h00 EDT | Rapport | Team Wilson 134, Team Stewart 112                           | Team Wilson 134, Team Stewart 112 | Team Wilson 134, Team Stewart 112                       |  | Wintrust Arena, Chicago, Illinois Affluence : 9,572 Arbitres : Isaac Barnett, Tim Greene, Toni Patillo | ABC, TSN3/SN1 |
| 10 juillet 2022 13h00 EDT | Rapport | Score par quart-temps : 23–28, 36–11, 33–38, 42–35          |                                   |                                                         |  | Wintrust Arena, Chicago, Illinois Affluence : 9,572 Arbitres : Isaac Barnett, Tim Greene, Toni Patillo | ABC, TSN3/SN1 |
| 10 juillet 2022 13h00 EDT | Rapport | Score par mi-temps : 59-39, 75-73                           |                                   |                                                         |  | Wintrust Arena, Chicago, Illinois Affluence : 9,572 Arbitres : Isaac Barnett, Tim Greene, Toni Patillo | ABC, TSN3/SN1 |
| 10 juillet 2022 13h00 EDT | Rapport | Kelsey Plum (30) Sylvia Fowles (9) Courtney Vandersloot (8) | Points Rebonds Passes d.          | Jonquel Jones (29) Jonquel Jones (13) Deux joueuses (6) |  | Wintrust Arena, Chicago, Illinois Affluence : 9,572 Arbitres : Isaac Barnett, Tim Greene, Toni Patillo | ABC, TSN3/SN1 |

### Playoffs
|  | Premier tour | Premier tour        | Premier tour       |                    |                    | Demi-finales      | Demi-finales | Demi-finales |  |  | Finale | Finale            | Finale |
|  |              |                     |                    |                    |                    |                   |              |              |  |  |        |                   |        |
|  | 1            | Aces de Las Vegas   | 2                  |                    |                    |                   |              |              |  |  |        |                   |        |
|  | 8            | Mercury de Phoenix  | 0                  |                    |                    |                   |              |              |  |  |        |                   |        |
|  | 8            | Mercury de Phoenix  | 0                  |                    | 1                  | Aces de Las Vegas | 3            |              |  |  |        |                   |        |
|  |              |                     |                    |                    | 1                  | Aces de Las Vegas | 3            |              |  |  |        |                   |        |
|  |              | 4                   | Storm de Seattle   | 1                  |                    |                   |              |              |  |  |        |                   |        |
|  | 4            | 4                   | Storm de Seattle   | 1                  | Storm de Seattle   | 2                 |              |              |  |  |        |                   |        |
|  | 4            |                     |                    |                    | Storm de Seattle   | 2                 |              |              |  |  |        |                   |        |
|  | 5            | Mystics Washington  | 0                  |                    |                    |                   |              |              |  |  |        |                   |        |
|  |              |                     |                    |                    |                    |                   |              |              |  |  | 1      | Aces de Las Vegas | 3      |
|  |              |                     | 3                  | Sun du Connecticut | 1                  |                   |              |              |  |  |        |                   |        |
|  | 2            | Sky de Chicago      | 2                  |                    |                    |                   |              |              |  |  |        |                   |        |
|  | 7            | Liberty de New York | 1                  |                    |                    |                   |              |              |  |  |        |                   |        |
|  | 7            | Liberty de New York | 1                  |                    | 2                  | Sky de Chicago    | 2            |              |  |  |        |                   |        |
|  |              |                     |                    |                    | 2                  | Sky de Chicago    | 2            |              |  |  |        |                   |        |
|  |              | 3                   | Sun du Connecticut | 3                  |                    |                   |              |              |  |  |        |                   |        |
|  | 3            | 3                   | Sun du Connecticut | 3                  | Sun du Connecticut | 2                 |              |              |  |  |        |                   |        |
|  | 3            |                     |                    |                    | Sun du Connecticut | 2                 |              |              |  |  |        |                   |        |
|  | 6            | Wings de Dallas     | 1                  |                    |                    |                   |              |              |  |  |        |                   |        |

#### Finales
Match 1
| 11 septembre 2022 15h00 EDT | Rapport | #1 Aces de Las Vegas 67, #3 Sun du Connecticut 64  | #1 Aces de Las Vegas 67, #3 Sun du Connecticut 64 | #1 Aces de Las Vegas 67, #3 Sun du Connecticut 64       |  | Michelob Ultra Arena Affluence : 10,135 Arbitres : Eric Brewton, Tiara Cruse, Dannica Mosher, Randy Richardson | ABC, TSN5 |
| 11 septembre 2022 15h00 EDT | Rapport | Score par quart-temps : 25–17, 9–21, 21–15, 12–11  |                                                   |                                                         |  | Michelob Ultra Arena Affluence : 10,135 Arbitres : Eric Brewton, Tiara Cruse, Dannica Mosher, Randy Richardson | ABC, TSN5 |
| 11 septembre 2022 15h00 EDT | Rapport | Score par mi-temps : 34-38, 33-26                  |                                                   |                                                         |  | Michelob Ultra Arena Affluence : 10,135 Arbitres : Eric Brewton, Tiara Cruse, Dannica Mosher, Randy Richardson | ABC, TSN5 |
| 11 septembre 2022 15h00 EDT | Rapport | A'ja Wilson (24) A'ja Wilson (11) Chelsea Gray (3) | Points Rebonds Passes d.                          | Alyssa Thomas (19) Alyssa Thomas (11) Deux joueuses (5) |  | Michelob Ultra Arena Affluence : 10,135 Arbitres : Eric Brewton, Tiara Cruse, Dannica Mosher, Randy Richardson | ABC, TSN5 |
| 11 septembre 2022 15h00 EDT | Rapport | Las Vegas méne la série 1 à 0                      |                                                   |                                                         |  | Michelob Ultra Arena Affluence : 10,135 Arbitres : Eric Brewton, Tiara Cruse, Dannica Mosher, Randy Richardson | ABC, TSN5 |

Match 2
| 13 septembre 2022 21h00 EDT | Rapport | #1 Aces de Las Vegas 85, #3 Sun du Connecticut 71  | #1 Aces de Las Vegas 85, #3 Sun du Connecticut 71 | #1 Aces de Las Vegas 85, #3 Sun du Connecticut 71               |  | Michelob Ultra Arena Affluence : 10,211 Arbitres : Roy Gulbeyan, Tim Greene, Cheryl Flores, Dannica Mosher | ESPN, TSN1/4 |
| 13 septembre 2022 21h00 EDT | Rapport | Score par quart-temps : 23–15, 22–22, 23–17, 17–17 |                                                   |                                                                 |  | Michelob Ultra Arena Affluence : 10,211 Arbitres : Roy Gulbeyan, Tim Greene, Cheryl Flores, Dannica Mosher | ESPN, TSN1/4 |
| 13 septembre 2022 21h00 EDT | Rapport | Score par mi-temps : 45-37, 40-34                  |                                                   |                                                                 |  | Michelob Ultra Arena Affluence : 10,211 Arbitres : Roy Gulbeyan, Tim Greene, Cheryl Flores, Dannica Mosher | ESPN, TSN1/4 |
| 13 septembre 2022 21h00 EDT | Rapport | A'ja Wilson (26) A'ja Wilson (10) Chelsea Gray (8) | Points Rebonds Passes d.                          | Courtney Williams (18) Jonquel Jones (11) Courtney Williams (5) |  | Michelob Ultra Arena Affluence : 10,211 Arbitres : Roy Gulbeyan, Tim Greene, Cheryl Flores, Dannica Mosher | ESPN, TSN1/4 |
| 13 septembre 2022 21h00 EDT | Rapport | Las Vegas méne la série 2 à 0                      |                                                   |                                                                 |  | Michelob Ultra Arena Affluence : 10,211 Arbitres : Roy Gulbeyan, Tim Greene, Cheryl Flores, Dannica Mosher | ESPN, TSN1/4 |

Match 3
| 15 septembre 2022 21h00 EDT | Rapport | #3 Sun du Connecticut 105, #1 Aces de Las Vegas 76       | #3 Sun du Connecticut 105, #1 Aces de Las Vegas 76 | #3 Sun du Connecticut 105, #1 Aces de Las Vegas 76  |  | Mohegan Sun Arena Affluence : 8,745 Arbitres : Amy Bonner, Maj Forsberg, Isaac Barnett | ESPN, SN360 |
| 15 septembre 2022 21h00 EDT | Rapport | Score par quart-temps : 34–19, 19–23, 24–27, 28–7        |                                                    |                                                     |  | Mohegan Sun Arena Affluence : 8,745 Arbitres : Amy Bonner, Maj Forsberg, Isaac Barnett | ESPN, SN360 |
| 15 septembre 2022 21h00 EDT | Rapport | Score par mi-temps : 53-42, 52-34                        |                                                    |                                                     |  | Mohegan Sun Arena Affluence : 8,745 Arbitres : Amy Bonner, Maj Forsberg, Isaac Barnett | ESPN, SN360 |
| 15 septembre 2022 21h00 EDT | Rapport | Jonquel Jones (20) Alyssa Thomas (15) Alyssa Thomas (11) | Points Rebonds Passes d.                           | Jackie Young (22) Kiah Stokes (7) Chelsea Gray (11) |  | Mohegan Sun Arena Affluence : 8,745 Arbitres : Amy Bonner, Maj Forsberg, Isaac Barnett | ESPN, SN360 |
| 15 septembre 2022 21h00 EDT | Rapport | Las Vegas méne la série 2 à 1                            |                                                    |                                                     |  | Mohegan Sun Arena Affluence : 8,745 Arbitres : Amy Bonner, Maj Forsberg, Isaac Barnett | ESPN, SN360 |

Match 4
| 18 septembre 2022 16h00 EDT | Rapport | #3 Sun du Connecticut 71, #1 Aces de Las Vegas 78            | #3 Sun du Connecticut 71, #1 Aces de Las Vegas 78 | #3 Sun du Connecticut 71, #1 Aces de Las Vegas 78   |  | Mohegan Sun Arena Affluence : 9,652 Arbitres : Eric Brewton, Tim Greene, Tiara Cruse | ESPN, SN1 |
| 18 septembre 2022 16h00 EDT | Rapport | Score par quart-temps : 12–16, 16–14, 21–23, 22–25           |                                                   |                                                     |  | Mohegan Sun Arena Affluence : 9,652 Arbitres : Eric Brewton, Tim Greene, Tiara Cruse | ESPN, SN1 |
| 18 septembre 2022 16h00 EDT | Rapport | Score par mi-temps : 28-30, 43-48                            |                                                   |                                                     |  | Mohegan Sun Arena Affluence : 9,652 Arbitres : Eric Brewton, Tim Greene, Tiara Cruse | ESPN, SN1 |
| 18 septembre 2022 16h00 EDT | Rapport | Courtney Williams (17) Alyssa Thomas (10) Alyssa Thomas (11) | Points Rebonds Passes d.                          | Chelsea Gray (20) A'ja Wilson (14) Jackie Young (8) |  | Mohegan Sun Arena Affluence : 9,652 Arbitres : Eric Brewton, Tim Greene, Tiara Cruse | ESPN, SN1 |
| 18 septembre 2022 16h00 EDT | Rapport | Las Vegas remporte le titre 3 à 1                            |                                                   |                                                     |  | Mohegan Sun Arena Affluence : 9,652 Arbitres : Eric Brewton, Tim Greene, Tiara Cruse | ESPN, SN1 |

## Statistiques

### Meilleures joueuses par statistiques
| Catégorie                      | Joueuse         | Équipe      | Stat. |
| ------------------------------ | --------------- | ----------- | ----- |
| Points par match               | Breanna Stewart | Seattle     | 21,8  |
| Rebonds par match              | Sylvia Fowles   | Minnesota   | 9,8   |
| Passes par match               | Natasha Cloud   | Washington  | 7,0   |
| Interceptions par match        | Brittney Sykes  | Los Angeles | 2,0   |
| Contres par match              | A'ja Wilson     | Las Vegas   | 1,9   |
| Ballons perdus par match       | Natasha Howard  | New York    | 3,2   |
| Minutes jouées par match       | Diggins-Smith   | Phoenix     | 34,0  |
| Pourcentage de réussite        | Sylvia Fowles   | Minnesota   | 62,2% |
| Pourcentage à 3 points         | Marine Johannès | New York    | 43,7% |
| Pourcentage aux lancers francs | Veronica Burton | Dallas      | 100%  |

| Catégorie                      | Joueuse         | Équipe    | Stat. |
| ------------------------------ | --------------- | --------- | ----- |
| Points par match               | Breanna Stewart | Seattle   | 27,0  |
| Rebonds par match              | Brianna Turner  | Phoenix   | 11,5  |
| Passes par match               | Sue Bird        | Seattle   | 7,7   |
| Interceptions par match        | Shey Peddy      | Phoenix   | 2,0   |
| Contres par match              | Candace Parker  | Chicago   | 2,6   |
| Ballons perdus par match       | Marina Mabrey   | Dallas    | 4,7   |
| Minutes jouées par match       | Breanna Stewart | Seattle   | 38,8  |
| Pourcentage de réussite        | Chelsea Gray    | Las Vegas | 61,1% |
| Pourcentage à 3 points         | Chelsea Gray    | Las Vegas | 54,4% |
| Pourcentage aux lancers francs | Jewell Loyd     | Seattle   | 92,9% |

### Statistiques d'équipe
| Catégorie                        | Équipe                             | Stat. |
| -------------------------------- | ---------------------------------- | ----- |
| Points par match                 | Aces de Las Vegas                  | 90,4  |
| Rebonds par match                | Sun du Connecticut                 | 37,1  |
| Passes par match                 | Sky de Chicago                     | 24,3  |
| Interceptions par match          | Sun du Connecticut                 | 8,9   |
| Contres par match                | Mercury de Phoenix                 | 4,5   |
| Pertes de balles par match (min) | Aces de Las Vegas                  | 11,1  |
| Pertes de balles par match (max) | Dream d'Atlanta                    | 15,2  |
| Pourcentage de réussite          | Sky de Chicago                     | 48,1% |
| Pourcentage à 3 points           | Storm de Seattle Aces de Las Vegas | 36,1% |
| Pourcentage aux lancers francs   | Storm de Seattle                   | 82,5% |
| Différentiel de points (+)       | Sun du Connecticut                 | +10,2 |
| Différentiel de points (-)       | Fever de l'Indiana                 | -13,7 |

| Catégorie                        | Équipe                | Stat. |
| -------------------------------- | --------------------- | ----- |
| Points par match                 | Storm de Seattle      | 87,0  |
| Rebonds par match                | Sun du Connecticut    | 38,8  |
| Passes par match                 | Sky de Chicago        | 22,4  |
| Interceptions par match          | Sky de Chicago        | 9,1   |
| Contres par match                | Sky de Chicago        | 6,0   |
| Pertes de balles par match (min) | Storm de Seattle      | 8,3   |
| Pertes de balles par match (max) | Wings de Dallas       | 14,0  |
| Pourcentage de réussite          | Aces de Las Vegas     | 48,0% |
| Pourcentage à 3 points           | Mystics de Washington | 45,7% |
| Pourcentage aux lancers francs   | Liberty de New York   | 90,2% |
| Différentiel de points (+)       | Aces de Las Vegas     | +8,8  |
| Différentiel de points (-)       | Mercury de Phoenix    | -34,1 |

## Récompenses

### Trophées annuels
| Récompenses                       | Vainqueur                          | Deuxième/Troisième                                                           |
| --------------------------------- | ---------------------------------- | ---------------------------------------------------------------------------- |
| WNBA Most Valuable Player         | A'ja Wilson (Aces de Las Vegas)    | Breanna Stewart (Storm de Seattle) Kelsey Plum (Aces de Las Vegas)           |
| WNBA Defensive Player of the Year | A'ja Wilson (Aces de Las Vegas)    | Alyssa Thomas (Sun du Connecticut) Breanna Stewart (Storm de Seattle)        |
| WNBA Rookie of the Year           | Rhyne Howard (Dream d'Atlanta)     | Shakira Austin (Mystics de Washington) NaLyssa Smith (Fever de l'Indiana)    |
| WNBA Sixth Woman of the Year      | Brionna Jones (Sun du Connecticut) | Azurá Stevens (Sky de Chicago) Myisha Hines-Allen (Mystics de Washington)    |
| WNBA Most Improved Player         | Jackie Young (Aces de Las Vegas)   | Sabrina Ionescu (Liberty de New York) Sophie Cunningham (Mercury de Phoenix) |
| WNBA Coach of the Year            | / Becky Hammon (Aces de Las Vegas) | Tanisha Wright (Dream d'Atlanta) / James Wade (Sky de Chicago)               |

- MVP des Finales WNBA :  Chelsea Gray (Aces de Las Vegas)[22]
- MVP de la Commissioner's Cup :  Chelsea Gray (Aces de Las Vegas)
- MVP All-Star Game :  Kelsey Plum (Aces de Las Vegas)
- WNBA Executive of the Year : / James Wade (Sky de Chicago)[23]
- Kim Perrot Sportsmanship Award :  Sylvia Fowles (Lynx du Minnesota)
- WNBA Community Assist Award :  Sylvia Fowles (Lynx du Minnesota)

| - All-WNBA First Team : - A'ja Wilson (Aces de Las Vegas) - Breanna Stewart (Storm de Seattle) - Kelsey Plum (Aces de Las Vegas) - Skylar Diggins-Smith (Mercury de Phoenix) - Candace Parker (Sky de Chicago) | - All-WNBA Second Team : - Alyssa Thomas (Sun du Connecticut) - Sabrina Ionescu (Liberty de New York) - Nneka Ogwumike (Sparks de Los Angeles) - Jonquel Jones (Sun du Connecticut) - Sylvia Fowles (Lynx du Minnesota) |

| - WNBA All-Defensive First Team : - A'ja Wilson (Aces de Las Vegas) - Natasha Cloud (Mystics de Washington) - Sylvia Fowles (Lynx du Minnesota) - Breanna Stewart (Storm de Seattle) - Ariel Atkins (Mystics de Washington) | - WNBA All-Defensive Second Team : - Alyssa Thomas (Sun du Connecticut) - Ezi Magbegor (Storm de Seattle) - Jonquel Jones (Sun du Connecticut) - Brittney Sykes (Sparks de Los Angeles) - Gabby Williams (Storm de Seattle) |

| - WNBA All-Rookie Team : - Shakira Austin (Mystics de Washington) - Queen Egbo (Fever de l'Indiana) - Rebekah Gardner (Sky de Chicago) - Rhyne Howard (Dream d'Atlanta) - NaLyssa Smith (Fever de l'Indiana) |

### Joueuses de la semaine
| Semaine    | Conférence Est                                  | Conférence Ouest                                |
| ---------- | ----------------------------------------------- | ----------------------------------------------- |
| 16 mai     | Rhyne Howard (Dream d'Atlanta) (1/1)            | A'ja Wilson (Aces de Las Vegas) (1/5)           |
| 23 mai     | Alyssa Thomas (Sun du Connecticut) (1/2)        | Jackie Young (Aces de Las Vegas) (1/1)          |
| 31 mai     | Kelsey Mitchell (Fever de l'Indiana) (1/1)      | A'ja Wilson (Aces de Las Vegas) (2/5)           |
| 6 juin     | Jonquel Jones (Sun du Connecticut) (1/1)        | Kelsey Plum (Aces de Las Vegas) (1/2)           |
| 13 juin    | Sabrina Ionescu (Liberty de New York) (1/4)     | Breanna Stewart (Storm de Seattle) (1/1)        |
| 21 juin    | Kahleah Copper (Sky de Chicago) (1/1)           | A'ja Wilson (Aces de Las Vegas) (3/5)           |
| 27 juin    | Courtney Vandersloot (Sky de Chicago) (1/2)     | Nneka Ogwumike (Sparks de Los Angeles) (1/1)    |
| 8 juillet  | Sabrina Ionescu (Liberty de New York) (2/4)     | Aerial Powers (Lynx du Minnesota) (1/1)         |
| 18 juillet | Elena Delle Donne (Mystics de Washington) (1/1) | Skylar Diggins-Smith (Mercury de Phoenix) (1/1) |
| 25 juillet | Alyssa Thomas (Sun du Connecticut) (2/2)        | A'ja Wilson (Aces de Las Vegas) (4/5)           |
| 1er août   | Courtney Vandersloot (Sky de Chicago) (2/2)     | Kelsey Plum (Aces de Las Vegas) (2/2)           |
| 8 août     | Sabrina Ionescu (Liberty de New York) (3/4)     | Teaira McCowan (Wings de Dallas) (1/1)          |
| 15 août    | Sabrina Ionescu (Liberty de New York) (4/4)     | A'ja Wilson (Aces de Las Vegas) (5/5)           |

### Joueuses du mois
| Mois    | Conférence Est                              | Conférence Ouest                         |
| ------- | ------------------------------------------- | ---------------------------------------- |
| mai     | Alyssa Thomas (Sun du Connecticut) (1/2)    | A'ja Wilson (Aces de Las Vegas) (1/2)    |
| juin    | Sabrina Ionescu (Liberty de New York) (1/2) | Breanna Stewart (Storm de Seattle) (1/1) |
| juillet | Alyssa Thomas (Sun du Connecticut) (2/2)    | A'ja Wilson (Aces de Las Vegas) (2/2)    |
| août    | Sabrina Ionescu (Liberty de New York) (2/2) | Teaira McCowan (Wings de Dallas) (1/1)   |

### Rookies du mois
| Mois    | Joueuse                              |
| ------- | ------------------------------------ |
| mai     | Rhyne Howard (Dream d'Atlanta) (1/4) |
| juin    | Rhyne Howard (Dream d'Atlanta) (2/4) |
| juillet | Rhyne Howard (Dream d'Atlanta) (3/4) |
| août    | Rhyne Howard (Dream d'Atlanta) (4/4) |

### Entraîneurs du mois
| Mois    | Coach                                    |
| ------- | ---------------------------------------- |
| mai     | / Becky Hammon (Aces de Las Vegas) (1/1) |
| juin    | / James Wade (Sky de Chicago) (1/2)      |
| juillet | / James Wade (Sky de Chicago) (2/2)      |
| août    | Vickie Johnson (Wings de Dallas) (1/1)   |

## Pour approfondir